# Italië op de Olympische Winterspelen 1998
Tijdens de Olympische Winterspelen van 1998, die in Nagano (Japan) werden gehouden, nam Italië voor de achttiende keer deel.

## Medailleoverzicht
| Sport       | Olympiër                                                           | Discipline            | Medaille |
| ----------- | ------------------------------------------------------------------ | --------------------- | -------- |
| Alpineskiën | Deborah Compagnoni                                                 | reuzenslalom (v)      | Goud     |
| Bobsleeën   | Günther Huber Antonio Tartaglia                                    | 2-mansbob (m)         | Goud     |
| Alpineskiën | Deborah Compagnoni                                                 | slalom (v)            | Zilver   |
| Biatlon     | Pieralberto Carrara                                                | 20 km (m)             | Zilver   |
| Langlaufen  | Stefania Belmondo                                                  | 30 km vrije stijl (v) | Zilver   |
| Langlaufen  | Marco Albarello Fulvio Valbusa Fabio Maj Silvio Fauner             | 4x10 km estafette (m) | Zilver   |
| Rodelen     | Armin Zöggeler                                                     | mannen                | Zilver   |
| Snowboarden | Thomas Prugger                                                     | reuzenslalom (m)      | Zilver   |
| Langlaufen  | Silvio Fauner                                                      | 30 km klassiek (m)    | Brons    |
| Langlaufen  | Karin Moroder Gabriella Paruzzi Manuela Di Centa Stefania Belmondo | 4x5 km estafette (v)  | Brons    |

## Deelnemers en resultaten
(m) = mannen, (v) = vrouwen 

### Alpineskiën
| Olympiër             | Discipline       | Resultaat | Prestatie                                                        |
| -------------------- | ---------------- | --------- | ---------------------------------------------------------------- |
| Sergio Bergamelli    | reuzenslalom (m) | 16e       | 2.42,78 (+4,27) 1.22,38+1.20,40                                  |
| Luca Cattaneo        | afdaling (m)     | dnf       | opgave                                                           |
| Luca Cattaneo        | combinatie (m)   | dns-a     | niet gestart afdaling slalom: 1.42,92 (53,59+49,33)              |
| Alessandro Fattori   | super g (m)      | 4e        | 1.35,61 (+0,79)                                                  |
| Alessandro Fattori   | combinatie (m)   | 6e        | 3.17,00 (+8,94) slalom: 1.40,71 (55,45+45,26) afdaling: 1.36,29  |
| Kristian Ghedina     | afdaling (m)     | 6e        | 1.50,76 (+0,65)                                                  |
| Kristian Ghedina     | super g (m)      | 16e       | 1.36,70 (+1,88)                                                  |
| Kristian Ghedina     | combinatie (m)   | dns-a     | niet gestart afdaling slalom: 1.40,35 (51,58+48,77)              |
| Patrick Holzer       | reuzenslalom (m) | dnf-2     | opgave run 2 1.22,39+dnf                                         |
| Matteo Nana          | reuzenslalom (m) | 15e       | 2.42,37 (+3,86) 1.22,43+1.19,94                                  |
| Matteo Nana          | slalom (m)       | 11e       | 1.51,96 (+2,65) 56,59+55,37                                      |
| Werner Perathoner    | afdaling (m)     | 16e       | 1.52,36 (+2,25)                                                  |
| Werner Perathoner    | super g (m)      | 15e       | 1.36,64 (+1,82)                                                  |
| Peter Runggaldier    | afdaling (m)     | dnf       | opgave                                                           |
| Peter Runggaldier    | super g (m)      | 19e       | 1.37,00 (+2,18)                                                  |
| Erik Seletto         | combinatie (m)   | 10e       | 3.23,23 (+15,17) slalom: 1.47,46 (56,30+51,16) afdaling: 1.35,77 |
| Fabrizio Tescari     | slalom (m)       | dnf-1     | opgave run 1                                                     |
| Alberto Tomba        | reuzenslalom (m) | dnf-1     | opgave run 1                                                     |
| Alberto Tomba        | slalom (m)       | dns-2     | niet gestart run 2 57,00+dns                                     |
| Angelo Weiss         | slalom (m)       | 16e       | 1.52,80 (+3,49) 56,87+55,93                                      |
| Elisabetta Biavaschi | slalom (v)       | dnf-1     | opgave run 1                                                     |
| Deborah Compagnoni   | reuzenslalom (v) | Goud      | 2.50,59 1.18,94+1.31,65                                          |
| Deborah Compagnoni   | slalom (v)       | Zilver    | 1.32,46 (+0,06) 45,29+47,17                                      |
| Morena Gallizio      | afdaling (v)     | 26e       | 1.32,22 (+2,33)                                                  |
| Morena Gallizio      | slalom (v)       | 8e        | 1.34,87 (+2,47) 46,93+47,94                                      |
| Morena Gallizio      | combinatie (v)   | 5e        | 2.42,52 (+1,78) afdaling: 1.30,60 slalom: 1.11,92 (36,83+35,09)  |
| Isolde Kostner       | afdaling (v)     | dnf       | opgave                                                           |
| Isolde Kostner       | super g (v)      | 11e       | 1.18,62 (+0,60)                                                  |
| Lara Magoni          | slalom (v)       | 15e       | 1.36,63 (+4,23) 48,13+48,50                                      |
| Alessandra Merlin    | afdaling (v)     | 21e       | 1.31,44 (+1,55)                                                  |
| Barbara Merlin       | super g (v)      | 23e       | 1.19,64 (+1,62)                                                  |
| Sabina Panzanini     | reuzenslalom (v) | 8e        | 2.54,09 (+3,50) 1.20,97+1.33,12                                  |
| Bibiana Perez        | afdaling (v)     | 20e       | 1.31,43 (+1,54)                                                  |
| Bibiana Perez        | super g (v)      | 22e       | 1.19,47 (+1,45)                                                  |
| Bibiana Perez        | combinatie (v)   | dns-s1    | niet gestart slalom run 1 afdaling: 1.30,54                      |
| Karen Putzer         | super g (v)      | 28e       | 1.20,16 (+2,14)                                                  |
| Karen Putzer         | reuzenslalom (v) | 23e       | 2.59,04 (+8,45) 1.22,15+1.36,89                                  |

### Biatlon
| Olympiër                                                                    | Discipline             | Resultaat | Prestatie |
| --------------------------------------------------------------------------- | ---------------------- | --------- | --- |
| Pieralberto Carrara                                                         | 10 km (m)              | 10e       | 28.44,2 (+1.28,0) pen.: 2 (1 + 1) |
| Pieralberto Carrara                                                         | 20 km (m)              | Zilver    | 56.21,9 (+5,5) pen.: 0 (0 + 0 + 0 + 0) |
| René Cattarinussi                                                           | 10 km (m)              | 52e       | 30.50,0 (+3.33,8) pen.: 4 (1 + 3) |
| René Cattarinussi                                                           | 20 km (m)              | 21e       | 1:00.00,5 (+4.44,1) pen.: 3 (2 + 1 + 0 + 0) |
| Patrick Favre                                                               | 20 km (m)              | 54e       | 1:04.10,5 (+8.54,1) pen.: 7 (1 + 3 + 3 + 0) |
| Hubert Leitgeb                                                              | 10 km (m)              | 35e       | 30.10,0 (+2.53,8) pen.: 1 (0 + 1) |
| Wilfried Pallhuber                                                          | 10 km (m)              | 14e       | 28.50,1 (+1.33,9) pen.: 1 (1 + 0) |
| Wilfried Pallhuber                                                          | 20 km (m)              | 41e       | 1:02.07,7 (+6.51,3) pen.: 5 (2 + 1 + 2 + 0) |
| Team Patrick Favre Wilfried Pallhuber René Cattarinussi Pieralberto Carrara | 4x7,5 km estafette (m) | 9e        | 1:25.07,3 (+3.31,1) pen.: 1-17 21.13,0 pen.: 0-6 (0-3 + 0-3) 20.50,7 pen.: 0-2 (0-1 + 0-1) 20.55,9 pen.: 0-3 (0-0 + 0-3) 22.07,7 pen.: 1-6 (0-3 + 1-3) |
| Nathalie Santer                                                             | 7,5 km (v)             | 10e       | 23.59,6 (+51,6) pen.: 1 (1 + 0) |
| Nathalie Santer                                                             | 15 km (v)              | 18e       | 58.01,0 (+3.09,0) pen.: 4 (2 + 1 + 1 + 0) |

### Bobsleeën
| Olympiër                                                            | Discipline              | Resultaat | Prestatie                                       |
| ------------------------------------------------------------------- | ----------------------- | --------- | ----------------------------------------------- |
| Günther Huber Antonio Tartaglia                                     | 2-mansbob (m) Italië I  | Goud      | 3.37,24 (54,51 / 54,29 / 54,17 / 54,27)         |
| Fabrizio Tosini Enrico Costa                                        | 2-mansbob (m) Italië II | 14e       | 3.39,61 (+2,37) (55,07 / 54,79 / 54,80 / 54,95) |
| Günther Huber Antonio Tartaglia Massimiliano Rota Marco Menchini    | 4-mansbob (m) Italië I  | 14e       | 2.41,43 (+2,02) (53,84 / 53,68 / 53,91)         |
| Fabrizio Tosini Andrea Pais de Libera Enrico Costa Sergio Chianella | 4-mansbob (m) Italië II | 20e       | 2.43,02 (+3,61) (54,07 / 54,09 / 54,86)         |

### Freestyleskiën
| Olympiër      | Discipline  | Resultaat | Prestatie                     |
| ------------- | ----------- | --------- | ----------------------------- |
| Freddy Romano | aerials (m) | 14e       | dnq (kwalificatie: 195,38 p.) |
| Petra Moroder | moguls (v)  | 22e       | dnq (kwalificatie: 19,30 p.)  |

### Kunstrijden
| Olympiër                              | Discipline | Resultaat | Prestatie                                                 |
| ------------------------------------- | ---------- | --------- | --------------------------------------------------------- |
| Gilberto Viadana                      | mannen     | 23e       | 35,0 p. (korte kür: 24 - lange kür: 23)                   |
| Tony Bombardieri                      | vrouwen    | 27e       | dnq (korte kür: 27)                                       |
| Barbara Fusar-Poli Maurizio Margaglio | ijsdansen  | 6e        | 12,0 p. (verpl.1: 6 - verpl.2: 6 - org.: 6 - vrij: 6)     |
| Diane Gerencser Pasquale Camerlengo   | ijsdansen  | 17e       | 33,2 p. (verpl.1: 16 - verpl.2: 17 - org.: 16 - vrij: 17) |

### Langlaufen
| Olympiër                                                                | Discipline                    | Resultaat | Prestatie                                         |
| ----------------------------------------------------------------------- | ----------------------------- | --------- | ------------------------------------------------- |
| Marco Albarello                                                         | 10 km klassiek (m)            | 26e       | 29.10,1 (+1.45,6)                                 |
| Marco Albarello                                                         | 30 km klassiek (m)            | 7e        | 1:38.07,1 (+4.11,3)                               |
| Marco Albarello                                                         | achtervolging 10 km+15 km (m) | dns       | niet gestart 15 km (10 km:29.10 + 15 km:dns)      |
| Giorgio Di Centa                                                        | 30 km klassiek (m)            | 8e        | 1:38.14,9 (+4.19,1)                               |
| Silvio Fauner                                                           | 10 km klassiek (m)            | 10e       | 28.15,5 (+51,0)                                   |
| Silvio Fauner                                                           | 30 km klassiek (m)            | Brons     | 1:36.08,5 (+2.12,7)                               |
| Silvio Fauner                                                           | 50 km vrije stijl (m)         | 10e       | 2:08.44,3 (+3.36,1)                               |
| Silvio Fauner                                                           | achtervolging 10 km+15 km (m) | 4e        | +47,2 (10 km:28.15 + 15 km:39.33,9)               |
| Fabio Maj                                                               | 10 km klassiek (m)            | 28e       | 29.13,8 (+1.49,3)                                 |
| Fabio Maj                                                               | achtervolging 10 km+15 km (m) | 13e       | +1.53,7 (10 km:29.13 + 15 km:39.42,4)             |
| Pietro Piller Cottrer                                                   | 50 km vrije stijl (m)         | 16e       | 2:12.37,9 (+7.29,7)                               |
| Maurizio Pozzi                                                          | 50 km vrije stijl (m)         | 9e        | 2:08.13,2 (+3.05,0)                               |
| Fulvio Valbusa                                                          | 10 km klassiek (m)            | 11e       | 28.17,0 (+52,5)                                   |
| Fulvio Valbusa                                                          | 30 km klassiek (m)            | 5e        | 1:37.31,1 (+3.35,3)                               |
| Fulvio Valbusa                                                          | 50 km vrije stijl (m)         | 5e        | 2:06.44,3 (+1.36,1)                               |
| Fulvio Valbusa                                                          | achtervolging 10 km+15 km (m) | 5e        | +47,4 (10 km:28.17 + 15 km:39.32,1)               |
| Team Marco Albarello Fulvio Valbusa Fabio Maj Silvio Fauner             | 4x10 km estafette (m)         | Zilver    | 1:40.55,9 (+0,2) 26.04,1 25.22,2 24.54,4 24.35,2  |
| Stefania Belmondo                                                       | 5 km klassiek (v)             | 12e       | 18.19,8 (+41,9)                                   |
| Stefania Belmondo                                                       | 15 km klassiek (v)            | 8e        | 48.57,7 (+2.02,3)                                 |
| Stefania Belmondo                                                       | 30 km vrije stijl (v)         | Zilver    | 1:22.11,7 (+10,2)                                 |
| Stefania Belmondo                                                       | achtervolging 5 km+10 km (v)  | 5e        | +12,7 (5 km:18.19 + 10 km:28.00,6)                |
| Antonella Confortola                                                    | 15 km klassiek (v)            | 27e       | 51.07,6 (+4.12,2)                                 |
| Antonella Confortola                                                    | 30 km vrije stijl (v)         | 20e       | 1:29.31,6 (+7.30,1)                               |
| Manuela Di Centa                                                        | 5 km klassiek (v)             | 21e       | 18.48,9 (+1.11,0)                                 |
| Manuela Di Centa                                                        | achtervolging 5 km+10 km (v)  | 23e       | +2.17,2 (5 km:18.48 + 10 km:29.36,1)              |
| Karin Moroder                                                           | 15 km klassiek (v)            | 30e       | 51.36,1 (+4.40,7)                                 |
| Karin Moroder                                                           | 30 km vrije stijl (v)         | dnf       | opgave                                            |
| Gabriella Paruzzi                                                       | 5 km klassiek (v)             | 9e        | 18.14,7 (+36,8)                                   |
| Gabriella Paruzzi                                                       | 15 km klassiek (v)            | 14e       | 49.20,7 (+2.25,3)                                 |
| Gabriella Paruzzi                                                       | 30 km vrije stijl (v)         | 10e       | 1:26.06,0 (+4.04,5)                               |
| Gabriella Paruzzi                                                       | achtervolging 5 km+10 km (v)  | 12e       | +1.06,9 (5 km:18.14 + 10 km:28.59,8)              |
| Sabina Valbusa                                                          | 5 km klassiek (v)             | 29e       | 19.00,6 (+1.22,7)                                 |
| Sabina Valbusa                                                          | achtervolging 5 km+10 km (v)  | 17e       | +2.04,1 (5 km:19.00 + 10 km:29.11,0)              |
| Team Karin Moroder Gabriella Paruzzi Manuela Di Centa Stefania Belmondo | 4x5 km estafette (v)          | Brons     | 56.53,3 (+1.39,8) 15.16,7 14.35,7 14.00,8 13.00,1 |

### Noordse combinatie
| Olympiër     | Discipline      | Resultaat | Prestatie                                  |
| ------------ | --------------- | --------- | ------------------------------------------ |
| Andrea Longo | individueel (m) | 22e       | +4.05,1 — schans: 199,0 p — 15 km: 41.14,2 |

### Rodelen
| Olympiër                                  | Discipline | Resultaat | Prestatie                                             |
| ----------------------------------------- | ---------- | --------- | ----------------------------------------------------- |
| Armin Zöggeler                            | mannen     | Zilver    | 3.18,939 (+0,503) (49,715 / 49,690 / 49,737 / 49,797) |
| Reinhold Rainer                           | mannen     | 8e        | 3.19,946 (+1,510) (50,105 / 50,008 / 49,897 / 49,936) |
| Norbert Huber                             | mannen     | 10e       | 3.20,138 (+1,702) (50,100 / 50,129 / 50,026 / 49,883) |
| Gerda Weissensteiner                      | vrouwen    | 9e        | 3.26,113 (+2,334) (51,744 / 51,998 / 51,415 / 50,956) |
| Natalie Obkircher                         | vrouwen    | 12e       | 3.26,677 (+2,898) (51,910 / 51,967 / 51,530 / 51,270) |
| Doris Preindl                             | vrouwen    | 26e       | 3.31,296 (+7,517) (52,178 / 52,107 / 51,638 / 55,373) |
| Kurt Brugger Wilfried Huber               | dubbel     | 5e        | 1.41,768 (+0,663) (50,897 / 50,871)                   |
| Gerhard Plankensteiner Oswald Haselrieder | dubbel     | 6e        | 1.41,917 (+0,812) (51,084 / 50,833)                   |

### Schaatsen
| Olympiër         | Discipline   | Resultaat | Prestatie                   |
| ---------------- | ------------ | --------- | --------------------------- |
| Davide Carta     | 500 m (m)    | 30e       | 1.13,91 (+2,56) 37,11+36,80 |
| Davide Carta     | 1000 m (m)   | 14e       | 1.12,27 (+1,63)             |
| Davide Carta     | 1500 m (m)   | 23e       | 1.52,44 (+4,57)             |
| Ermanno Ioriatti | 500 m (m)    | 9e        | 1.12,66 (+1,31) 36,30+36,36 |
| Ermanno Ioriatti | 1000 m (m)   | 27e       | 1.12,83 (+2,19)             |
| Ermanno Ioriatti | 1500 m (m)   | 24e       | 1.52,45 (+4,58)             |
| Roberto Sighel   | 5000 m (m)   | 9e        | 6.38,33 (+16,13)            |
| Roberto Sighel   | 10.000 m (m) | 9e        | 13.46,85 (+31,52)           |
| Elena Belci      | 3000 m (v)   | 11e       | 4.16,62 (+9,33)             |
| Elena Belci      | 5000 m (v)   | 9e        | 7.15,58 (+15,97)            |

### Schansspringen
| Olympiër      | Discipline                     | Resultaat | Prestatie                                                       |
| ------------- | ------------------------------ | --------- | --------------------------------------------------------------- |
| Roberto Cecon | normale schans individueel (m) | 32e       | 85,0 punten 85,0 p. (75,5 m) + niet geplaatst voor tweede ronde |
| Roberto Cecon | grote schans individueel (m)   | 22e       | 217,6 punten 109,8 p. (116,0 m) + 107,8 p. (116,0 m)            |

### Shorttrack
| Olympiër                                                                         | Discipline           | Resultaat | Prestatie                                                                         |
| -------------------------------------------------------------------------------- | -------------------- | --------- | --------------------------------------------------------------------------------- |
| Michele Antonioli                                                                | 1000 m (m)           | dq        | dnq, vr 8: diskwalificatie                                                        |
| Maurizio Carnino                                                                 | 500 m (m)            | 15e       | dnq, kf 3 (4e): 43,225, vr 4 (2e): 43,927                                         |
| Fabio Carta                                                                      | 500 m (m)            | 11e       | dnq, kf 1 (3e): 43,763, vr 8 (1e): 43,000                                         |
| Fabio Carta                                                                      | 1000 m (m)           | 6e        | B-finale: 1.33,015, hf 1 (3e): 1.39,402, kf 2 (1e): 1.32,358, vr 2 (2e): 1.31,315 |
| Michele Antonioli Maurizio Carnino Fabio Carta Diego Cattani Nicola Franceschina | 5000 m aflossing (m) | 4e        | Finale: 7.15,212, hf 2 (2e): 7.07,770                                             |
| Barbara Baldissera                                                               | 500 m (v)            | 17e       | dnq, vr 3 (3e): 46,113                                                            |
| Marinella Canclini                                                               | 500 m (v)            | 30e       | dnq, vr 6 (4e): 1.14,224                                                          |
| Marinella Canclini                                                               | 1000 m (v)           | 16e       | dnq, kf 2 (4e): 1.38,517, vr 1 (2e): 1.35,971                                     |
| Katia Colturi                                                                    | 1000 m (v)           | 22e       | dnq, vr 3 (3e): 1.39,937                                                          |
| Mara Urbani                                                                      | 500 m (v)            | 5e        | B-finale: 46,687, hf 1 (4e): 46,473, kf 3 (1e): 46,215, vr 7 (2e): 46,287         |
| Mara Urbani                                                                      | 1000 m (v)           | 21e       | dnq, vr 4 (3e): 1.39,231                                                          |

### Snowboarden
| Olympiër                    | Discipline       | Resultaat | Prestatie                        |
| --------------------------- | ---------------- | --------- | -------------------------------- |
| Thomas Prugger              | reuzenslalom (m) | Zilver    | 2.03,98 (+0,02) 59,38+1.04,60    |
| Willi Trakofler             | reuzenslalom (m) | 11e       | 2.07,30 (+3,34) 1.01,42+1.05,88  |
| Elmar Messner               | reuzenslalom (m) | 13e       | 2.09,41 (+5,45) 1.01,42+1.07,99  |
| Karl Frenademez             | reuzenslalom (m) | 20e       | 2.15,95 (+11,99) 1.03,33+1.12,62 |
| Alessandra Pescosta         | halfpipe (v)     | 24e       | dnq kwal. 1: 22,8 kwal. 2:18,9   |
| Lidia Trettel               | reuzenslalom (v) | 4e        | 2.19,71 (+2,37) 1.11,68+1.08,03  |
| Marion Posch                | reuzenslalom (v) | 6e        | 2.21,34 (+4,00) 1.13,32+1.08,02  |
| Dagmar Mair unter der Eggen | reuzenslalom (v) | 7e        | 2.22,42 (+5,08) 1.13,35+1.09,07  |
| Margherita Parini           | reuzenslalom (v) | 13e       | 2.27,57 (+10,23) 1.21,42+1.06,15 |

### IJshockey
| Olympiër | Discipline | Resultaat | Prestatie |
| --- | ---------- | --------- | --- |
| Christopher Bartolone Chad Biafore Patrick Brugnoli Mario Brunetta Markus Brunner Joe Busillo Mario Chitarroni Mike De Angelis Dino Felicetti Stephan Figliuzzi Leo Insam Maurizio Mansi Stefano Margoni Bob Nardella Robert Oberrauch Gaetano Orlando Martin Pavlu Roland Ramoser Mike Rosati Lawrence Rucchin Lucio Topatigh Bruno Zarrillo | mannen     | 12e       | Voorronde groep A: 3- 5 Italië - Kazachstan 3- 4 Italië - Slowakije 5- 2 Italië - Oostenrijk Wedstrijd om de 11e plaats: 1- 5 Italië - Frankrijk |

Amerikaanse Maagdeneilanden · Andorra · Argentinië · Armenië · Australië · Azerbeidzjan · België · Bermuda · Bosnië en Herzegovina · Brazilië · Bulgarije · Canada · Chili · China · Chinees Taipei · Cyprus · Denemarken · Duitsland · Estland · Finland · Frankrijk · Georgië · Griekenland · Groot-Brittannië · Hongarije · Ierland · IJsland · India · Iran · Israël · Italië · Jamaica · Japan · Joegoslavië · Kazachstan · Kenia · Kirgizië · Kroatië · Letland · Liechtenstein · Litouwen · Luxemburg · Macedonië · Moldavië · Monaco · Mongolië · Nederland · Nieuw-Zeeland · Noord-Korea · Noorwegen · Oekraïne · Oezbekistan · Oostenrijk · Polen · Portugal · Puerto Rico · Roemenië · Rusland · Slovenië · Slowakije · Spanje · Trinidad en Tobago · Tsjechië · Turkije · Uruguay · Venezuela · Verenigde Staten · Wit-Rusland · Zuid-Afrika · Zuid-Korea · Zweden · Zwitserland